# Пилипенко Борис Кузьмович
Бори́с Ку́зьмович Пилипе́нко (народився 18 липня 1892 р. в м. Чернігів — розстріляний 3 листопада 1937 в урочищі Сандармох, Карелія) — український етнограф, мистецтвознавець і художник.

## Життєпис
Уродженець Чернігівщини, він здобув освіту в Чернігівській гімназії та на юридичному факультеті київського Університету св. Володимира і ще змолоду захопився старовиною та мистецтвом. Б. Пилипенко взяв безпосередню участь у створенні й діяльності Чернігівського етнографічного музею, а після об'єднання в 1923 р. всіх музейних закладів міста завідував у Чернігівському державному музеї етнографічним відділом. Він також очолював етнографічну секцію Чернігівського наукового товариства, яке об'єднувало місцевих дослідників і краєзнавців. Водночас він викладав історію мистецтва й архітектури в Чернігівському інституті народної освіти й Чернігівському індустріальному технікумі.
У 1926 р. Б. Пилипенко переїхав до Харкова, де поєднував роботу у Всеукраїнському соціальному музеї ім. Артема з навчанням в аспірантурі на Кафедрі історії української культури під керівництвом академіка Дмитра Багалія. В аспірантурі навчався разом з Яковом Риженком, Андрієм Ковалівським, К. Г. Червяком та іншими молодими вченими. Навесні 1928 р. захистив дисертацію на тему «Млинарство на Чернігівщині», був науковим співробітником. Крім того, брав активну участь у художньому житті, очолював Харківську філію Асоціації художників Червоної України.
На зламі 1920—1930-х років Б. Пилипенко працював у Всеукраїнському історичному музеї ім. Тараса Шевченка в Києві (1929—1933), входив до Наукової експедиції з дослідження Полісся, якою керував О. Оглоблин. У лютому 1933 р. Б. Пилипенко був заарештований і звинувачений у причетності до так званої Української військової організації, але за недоведеністю складу злочину згодом звільнений. Деякий час перебував на посаді наукового співробітника Всеукраїнського музейного містечка, утвореного на території Києво-Печерської лаври.
У квітні 1935 р. Б. Пилипенка заарештували вдруге — цього разу йому разом із М. Зеровим, М. Вороним, П. Филиповичем та іншими відомими діячами української культури інкримінували підготовку терористичних актів проти компартійних очільників України.
|                                         | Під час обшуків, проведених у слідчій справі № 1377, у звинувачених виявлено таке… У науковця Бориса Пилипенка знайшли «шовкову стрічку з вишитим УНРівським гербом «Тризуб» і брошуру з УНРівським гімном «Ще не вмерла Україна». Армійський прокурор Липов, констатувавши, що всі звинувачені визнали себе винними, вирішив надіслати слідчу справу до Київського військового округу для передачі її на розгляд військового трибуналу. |
| — Сергій Шевченко (Соловецький реквієм) | |

Військовий трибунал Київського військового округу в лютому 1936 року засудив Б. Пилипенка до семи років виправно-трудових таборів. Покарання він відбував на Соловках, але закінчення терміну не дочекався. На початку листопада 1937 р. на підставі рішення «трійки» Управління НКВС по Ленінградській області його розстріляли в урочищі Сандармох поблизу Медвежої Гори (нині м. Медвеж'єгорськ у Карелії).
Реабілітований посмертно Військовою колегією Верховного суду СРСР 23 січня 1958 року.

## Творчість
Автор низки робіт образотворчого мистецтва, яких, вочевидь, мало збережено. Картини «Селянин», «Розправа на селі» в 1930-х роках перебували у спецфонді одного з державних музеїв у Києві. Імовірно, Б. Пилипенко — автор портрета ув'язненого на Соловках художника-аматора Івана Феліціановича Дембського (олівець, 1936) — цей твір зберегли родичі Дембського й 2007 року передали до Музею і громадського центру ім. Андрія Сахарова в Москві.